# Серноводское (Ставропольский край)
Серново́дское — село в Курском районе (муниципальном округе) Ставропольского края России.

## География

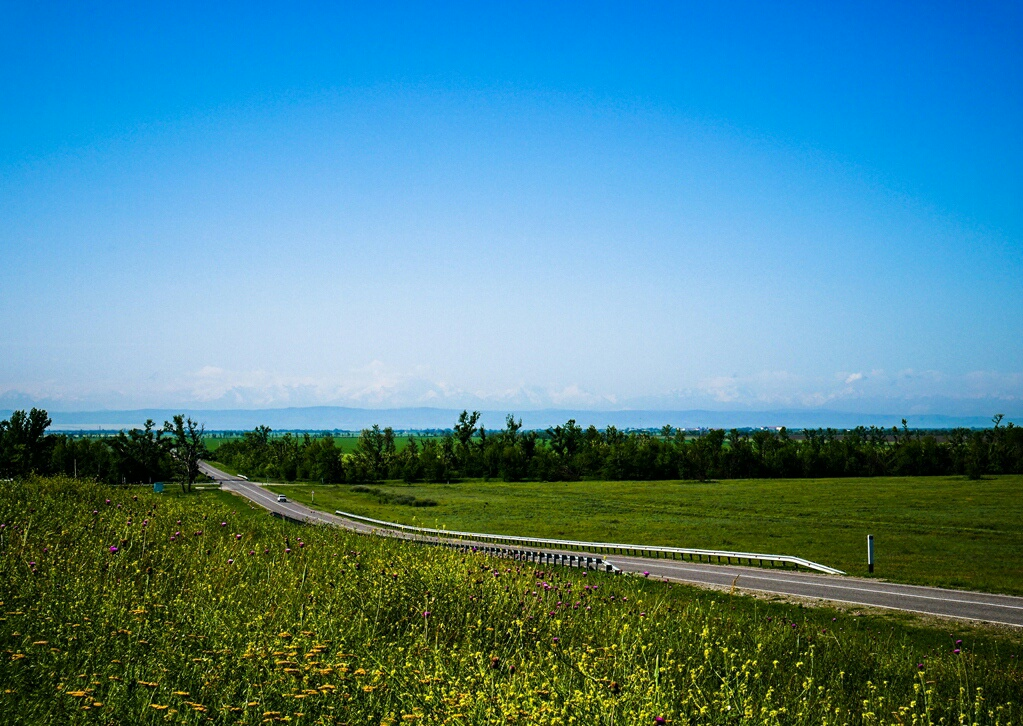
Окрестности села

Селение расположено в южной части Курского района, по обоим берегам канала «имени Ленина». Находится в 33 км к юго-востоку от районного центра Курская, в 260 км от краевого центра Ставрополь и в 15 км к северо-востоку от Моздока.
Граничит с землями населённых пунктов: Графский на западе, Дыдымкин на северо-востоке, Советский на юго-востоке, Стодеревская на юге и Весёлое на юго-западе.
Населённый пункт расположен в равнинной степной зоне. Средние высоты на территории села составляют 124 метров над уровнем моря. Перепады высот незначительны.
Гидрографическая сеть представлена в основном искусственными каналами и артезианскими колодцами. Так, через центр села проходит магистральный канал имени Ленина. К западу от села его пересекает Терско-Кумский канал. В пределах населённого пункта имеются горячие сероводородные источники, с температурой более 40°С.
Климат влажный умеренный, с жарким летом и прохладной зимой. Среднегодовая температура воздуха составляет около +11,0°С, и колеблется от средних +24,0°С в июле, до средних −3,0°С в январе. Минимальные температуры зимой редко отпускаются ниже −10°С, летом максимальные температуры достигают +40°С. Среднегодовое количество осадков составляет около 500 мм. Основная часть осадков выпадает в период с апреля по июнь. В конце лета возможны суховеи, дующие со стороны Прикаспийской низменности.

## История
В 1964 году Указом Президиума ВС РСФСР хутора Авалов, Ось-Богатырь и Ново-Хохлачев, фактически слившиеся в один населённый пункт, были объединены в село Серноводское. Однако при въезде в село, датой основания указано 1959 год.
Населённый пункт делится на два основных микрорайона — Авалов (восточная часть) и Азаниев (западная часть).
До 16 марта 2020 года село Серноводское входило в упразднённый Серноводский сельсовет.

## Население
| 1989 | 2002  | 2010  | 2021  |
| ---- | ----- | ----- | ----- |
| 1438 | ↘1312 | ↗1422 | ↗1459 |

Национальный состав
По данным Всероссийской переписи населения 2010 года:
| Народ                | Численность, чел. | Доля от всего населения, % |
| -------------------- | ----------------- | -------------------------- |
| кабардинцы (черкесы) | 1 210             | 85,1 %                     |
| русские              | 69                | 4,9 %                      |
| аварцы               | 39                | 2,7 %                      |
| даргинцы             | 31                | 2,2 %                      |
| осетины              | 25                | 1,8 %                      |
| кумыки               | 16                | 1,1 %                      |
| другие               | 32                | 2,2 %                      |
| всего                | 1 422             | 100 %                      |

Поло-возрастной состав
По данным Всероссийской переписи населения 2010 года:
| Возраст     | Мужчины, чел. | Женщины, чел. | Общая численность, чел. | Доля от всего населения, % |
| ----------- | ------------- | ------------- | ----------------------- | -------------------------- |
| 0 — 14 лет  | 152           | 127           | 279                     | 19,6 %                     |
| 15 — 59 лет | 485           | 474           | 959                     | 67,4 %                     |
| от 60 лет   | 70            | 114           | 184                     | 12,9 %                     |
| Всего       | 707           | 715           | 1 422                   | 100,0 %                    |

Мужчины — 707 чел. (49,7 %). Женщины — 715 чел. (50,3 %).
Средний возраст населения — 34,1 лет. Медианный возраст населения — 33,1 лет.
Средний возраст мужчин — 32,8 лет. Медианный возраст мужчин — 30,9 лет.
Средний возраст женщин — 35,4 лет. Медианный возраст женщин — 35,0 лет.

## Инфраструктура

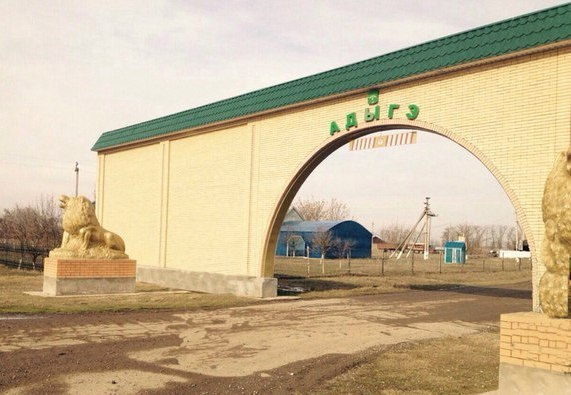
Арка перед въездом в село

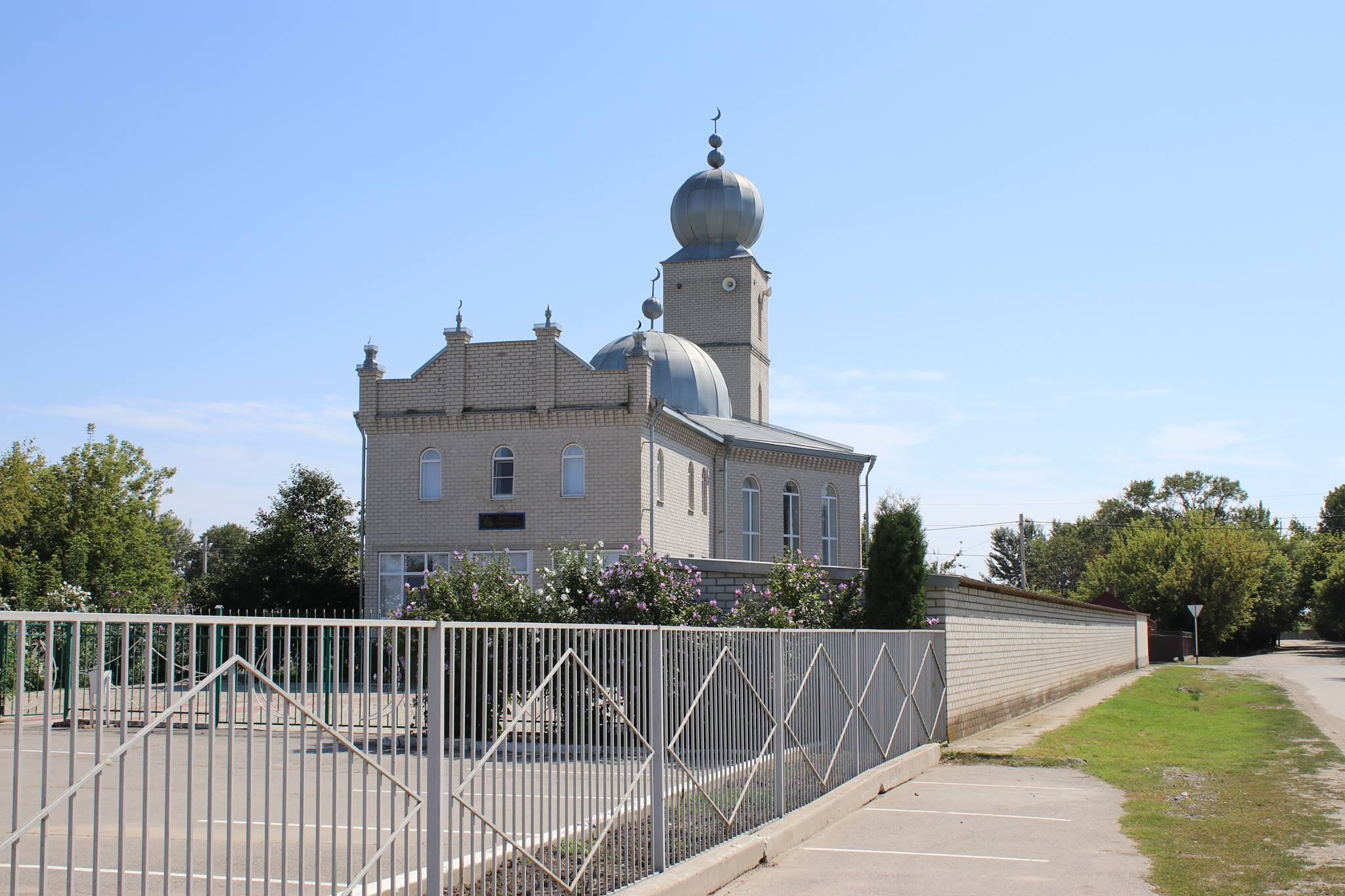
Мечеть в селе Серноводское

- Культурно-досуговый центр
- Фельдшерско-акушерский пункт
- Военный полигон «Серноводское»[9][10]
- 2 общественных открытых кладбища[11]

## Образование
- Средняя общеобразовательная школа № 17 — ул. Октябрьская, 1.
- Начальная школа Детский Сад

## Религия
Ислам
Сельская мечеть — ул. Октябрьская, 63А.
Православие
Православная церковь — ул. Туркинова, 1.

## Экономика
Основу экономики села составляет сельское хозяйство. Наибольшее развитие получили разведение крупного рогатого скота в животноводстве и выращивание злаковых и технических культур в животноводстве.
В селе расположены несколько предприятий, наиболее крупными из которых являются: «Адыгэ», «Кабардинский», «Юбас» (добыча нефти в окрестностях села).

## Происшествия
- В июле 2012 года произошёл конфликт между военными и местными жителями, переросший в массовую драку[13].

## Памятники
- Братская могила советских воинов, погибших при защите и освобождении от фашистских захватчиков села Ага-Батырь и хутора Авалова в 1942—1943 годы, памятник 1967 года[14].

## Улицы
| Курортная   |
| Октябрьская |
| Тихая       |

| Туркинова |
| Урожайная |

| Юбилейная |
| Южная     |